# Красна Яруга
Кра́сна Яру́га (рос. Красная Яруга) — селище міського типу, центр Красноярузького району Бєлгородської області, Росія, на історичних україномовних землях Східної Слобожанщини.
Населення селища становить 7 929 осіб (2008; 7 823 в 2002).

## Географія
Селище розташоване на невеликій правій притоці річки Ілек, притоки річки Псел (басейн Дніпра). Навколо багато ставків.

## Історія
Вперше селище згадується в 1681 році. В 1874 році український промисловець І. Г. Харитоненко збудував тут цукровий завод. Статус селища міського типу було надано в 1958 році.

## Економіка
В селищі працюють цукровий, цегляний та племінний заводи, швейна фабрика.

## Відомі люди
- Ткаченко Григорій Тихонович — Герой Радянського Союзу.
- Савченко Євген Степанович — губернатор Бєлгородської області з 1993 року.
- Захаров Микола Володимирович — український вчений-технолог.